# Nanoscypha macrospora
Nanoscypha macrospora är en svampart som beskrevs av Denison 1972. Nanoscypha macrospora ingår i släktet Nanoscypha och familjen Sarcoscyphaceae.   Inga underarter finns listade i Catalogue of Life.